# Jerónimo Martín Caro y Cejudo
Jerónimo o Gerónimo Martín Caro y Cejudo (Valdepeñas, provincia de Ciudad Real, 6 de noviembre de 1630 - 1712), humanista, gramático y paremiógrafo español.

## Biografía
Partidario de las doctrinas gramaticales de Francisco Sánchez de las Brozas, el "Brocense", es conocido sobre todo por su más que notable compendio paremiológico Refranes, y modos de hablar castellanos, con los latinos que les corresponden, juntamente con la glossa, y explicación de los que tienen necesidad de ella... Madrid: Julián Izquierdo, 1675, y reimpreso con título ligeramente distinto en Madrid: Imprenta Real, 1792. También escribió una Explicación del libro IV y V del Arte nuevo de Gramática de Antonio de Nebrija... Madrid: Julián de Paredes, 1667, dedicado a María Eugenia de Bazán, Marquesa de Santa Cruz, que fue muy reimpresa, enmendada y ampliada a lo largo del siglo XVIII, por ejemplo en Madrid: Imprenta Real de la Gazeta, 1797. Escribió además poesía en español y latín, aún no recogida y estudiada.

## Obras de Caro y Cejudo
- Refranes, y modos de hablar castellanos, con los latinos que les corresponden, juntamente con la glossa, y explicación de los que tienen necesidad de ella... Madrid: Julián Izquierdo, 1675, reimpreso con el título Refranes, y modos de hablar castellanos, con los latinos que les corresponden; y la glosa, y explicación de los que tienen necesidad de ella, con un índice de los adagios latinos, a los cuales corresponden los castellanos, que van puesto en el libro por el orden de A.B.C.  en Madrid: Imprenta Real, 1792) versión PDF en Memoria Chilena, reempresion de 1792
- Explicación del libro IV y V del Arte nuevo de Gramática de Antonio de Nebrija... (Madrid: Julián de Paredes, 1667)